# Todtenweisach
Todtenweisach ist ein Gemeindeteil des Marktes Maroldsweisach im unterfränkischen Landkreis Haßberge in Bayern.

## Geographie
Das Dorf liegt im nordöstlichen Teil des Landkreises am Mittellauf der Weisach. Durch den Ort führt die Bundesstraße 279 von Breitengüßbach nach Bad Neustadt an der Saale. Der Bach und die Bundesstraße zerschneiden Todtenweisach in zwei verschieden große Teile. Gemeindeverbindungsstraßen führen nach Marbach und Geroldswind.

## Geschichte
Der Ort wurde wohl von einem fränkischen Grundherrn gegründet, der möglicherweise Totnan hieß oder seinen Grund nach dem Diakon Totnan benannte. Letzteres würde auf eine Gründung gegen Ende des 7. Jahrhunderts hinweisen, als der Frankenapostel Kilian mit seinen Wegbegleitern Kolonat und Totnan in Unterfranken missionierte. Eine andere Deutung des Ortsnamens vermutet den Bezug auf einen toten Bacharm der Weisach.
Die erste urkundliche Nennung war 1232 in einer Teilungsurkunde des Würzburger Bischofs Hermann, in der Ebern von der Pfarrei Pfarrweisach getrennt wurde und unter anderem „Totenwissa“ bei der Mutterkirche verblieb. 1303 erhielten Theino und Karl von Lichtenstein die Hälfte des Dorfes „Totenwisa“. 1393 erwarb Wilhelm von Stein „ein gut gelegen in dem dorffe Totenwisach“, das 1470 größtenteils in Besitz der Herren von Stein war. 1575 waren einige Hintersassen dem Bistum Würzburg steuerpflichtig. Plünderungen und Seuchen, wie die Pest, verminderten die Bevölkerung im Verlauf des Dreißigjährigen Kriegs auf sechs Haushaltungen im Jahr 1674.
1818 entstand zunächst der Gemeindeverband Todtenweisach mit Wüstenbirkach. 1820 schloss sich Todtenweisach dem 1818 gegründeten Gemeindeverband Gückelhirn an, der 1862 in das neu geschaffene bayerische Bezirksamt Ebern eingegliedert wurde.
1871 zählte der Ort 77 Einwohner und 49 Gebäude. Das Dorf gehörte zum Sprengel der katholischen Pfarrei im 5,5 Kilometer entfernten Pfarrweisach. Die zuständige evangelisch-lutherische Pfarrei befand sich im 3,5 Kilometer entfernten Altenstein. Im Jahr 1897 wurde Todtenweisach mit der Bahnstrecke Breitengüßbach–Maroldsweisach an das Eisenbahnnetz angeschlossen. Im Jahr 1900 hatte die Landgemeinde Gückelhirn 233 Einwohner, von denen 88 katholisch waren. Der Ortsteil Todtenweisach zählte 72 Einwohner in 12 Wohngebäuden. 1922 erfolgte der Anschluss an das Elektrizitätsnetz. 1925 lebten in dem Ort 76 Personen in 13 Wohngebäuden. Todtenweisach gehört seit 1912 zum Sprengel der damaligen katholischen Kaplanei Herz-Jesu in Maroldsweisach, die 1951 zur Pfarrei erhoben wurde.
1950 befanden sich in dem Dorf 14 Wohngebäude mit 105 Einwohnern. Im Jahr 1970 zählte Todtenweisach 68, 1987 47 Einwohner sowie 17 Wohnhäuser mit 19 Wohnungen. Am 1. Juli 1972 wurde der Landkreis Ebern aufgelöst und Gückelhirn kam zum Haßberg-Kreis. Am 1. Juli 1975 folgte die Eingliederung der Gemeinde mit ihrem Gemeindeteil Todtenweisach nach Maroldsweisach.
Am 27. Mai 1988 wurde auf der Bahnstrecke zwischen Ebern und Maroldsweisach der Personenverkehr eingestellt. Güterverkehr wurde bis zum 21. November 2001 durchgeführt. 2003 folgte die Stilllegung und der Rückbau der Gleise.

## Schule
Die katholischen Kinder besuchten seit 1674 die 1,5 Kilometer entfernte Geroldswinder Schule und die evangelischen die Schule im vier Kilometer entfernten Junkersdorf, wo auch bis 1922 die Beerdigungen stattfanden. 1861 erhielt Todtenweisach eine eigene, evangelische Schule in einem einstöckigen, ehemaligen Bauernhaus. Eine unzureichende Bezahlung und schlechte Wohnverhältnisse hatte einen häufigen Lehrerwechsel zur Folge. Allein 1911 gab es sieben Pädagogen. Ein Neubau des Schulgebäudes, das auch als Bet- und Gemeindezentrum dienen sollte, entstand 1931 nach Plänen von Fritz Fuchsenberger. Im Dachreiter wurden zwei bei Schilling in Apolda gegossene Glocken mit den Inschriften „Lasset die Kindlein zu mir kommen“ und „Ehre sei Gott in der Höhe aufgehängt“. 1934 wurde die Schule an die Landgemeinde Gückelhirn veräußert. 1957 gründete der Lehrer Redwitz im Schulhaus eine Gemeindebücherei. 1968 wurde die Schule geschlossen.

## Baudenkmäler

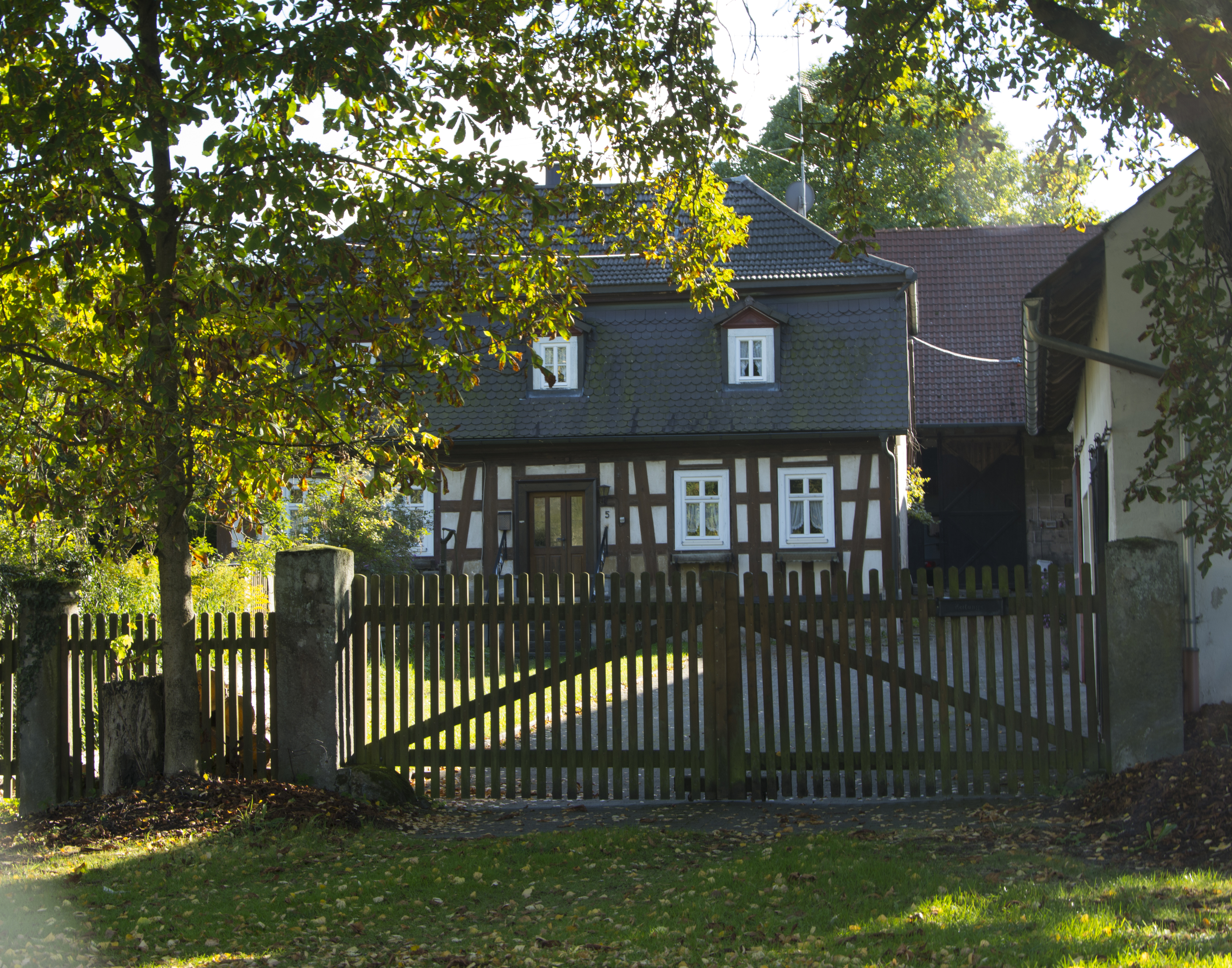
Ehemaliges Forsthaus

In der Bayerischen Denkmalliste sind zwei Baudenkmäler aufgeführt. Dazu gehört ein eingeschossiger Fachwerkbau mit Mansardhalbwalmdach, der um 1800 errichtet wurde. Das Gebäude diente dem früheren königlichen Revierförster vom Forstamt Eichelssdorf als Dienstsitz.